# Fünfter Hugenottenkrieg
Im Fünften Hugenottenkrieg (1574–1576) zwischen den französischen Protestanten, den Hugenotten, und den Katholiken gab es keine größeren Schlachten.
Das langsame Sterben von Karl IX. überschattete das erste Jahr, in dem es noch gewisse militärische Aktivitäten gab. Der jüngste Bruder Franz intrigierte mit den Hugenotten, vor allem mit König Heinrich III. von Navarra, gegen den Thronfolger, den späteren König Heinrich III., der in der Ferne als König von Polen auf den Tod seines älteren Bruders wartete. Der königliche Bruder und Heinrich von Navarra wurden verhaftet, aber nicht hingerichtet. Zwei prominente Hugenotten, die in der Bartholomäusnacht gefangen genommen worden waren und zwangsweise zum Katholizismus konvertierten, verließen den Hof und kehrten zum Calvinismus zurück: Henri I. de Bourbon, prince de Condé ging im Frühjahr 1574 in die Kurpfalz, um Truppen aufzustellen; Heinrich von Navarra entkam im Februar 1576 aus dem Turm im Louvre, in dem er sein Quartier hatte, und stellte sich an die Spitze der Opposition (Malcontents). Da die Hugenotten Zulauf von bedeutenden Militärs bekamen, und ein aus dem protestantischen Deutschland gestelltes Hilfskorps hinzukam, riet der Herzog von Mayenne dem König (nunmehr Heinrich III.) zum Friedensschluss.
In dem ausgehandelten Frieden, dem so genannten Edikt von Beaulieu (Beaulieu-lès-Loches) vom 6. Mai 1576, erreichte Heinrich von Navarra bessere Konditionen für die Hugenotten als je zuvor: Religionsfreiheit (außer in Paris) und acht hugenottische Sicherheitsplätze. Eine Neuheit waren gemischt-konfessionelle Gerichtskammern (Chambres de l'Èdit oder Chambres mi-parties), die über Streitfälle entscheiden sollten, die sich aus der Auslegung des Friedensvertrags möglicherweise ergaben. Die Opfer der Bartholomäusnacht wurden rehabilitiert, Heinrich von Navarra wurde die Herrschaft über Guyenne (verbunden mit dem Poitou und dem Angoummois) bestätigt. Den Erben des Admirals Coligny, prominentes Opfer der Bartholomäusnacht, wurden dessen Besitzungen und Titel zuerkannt. Katholische Prozessionen zur Feier des Massakers wurden ebenso untersagt wie sonstige Gedenkveranstaltungen; das Ereignis, bezeichnet als „Unordnung und Exzess“, sollte vergessen werden.
Der aus Polen zurückgekehrte Heinrich III. wollte zunächst Ruhe haben.